# Klara Staiger
Klara Staiger (* 19. November 1588 in Schongau als Katharina Staiger; † 25. Dezember 1656 in Eichstätt) war eine Augustiner-Chorfrau und vom 30. Juni 1632 bis zu ihrem Tode Priorin des Klosters Marienstein zu Eichstätt. Während ihrer Zeit als Priorin führte sie ein detailliertes „Tagebuch“, in welchem sie ihre selbsterlebte Gegenwart festhielt. Diese Aufzeichnungen sind bis heute nahezu vollständig erhalten und stellen somit ein wichtiges Zeugnis für das zivile Erleben des Dreißigjährigen Krieges dar.

## Leben und Wirken

### Kindheit und Jugend
Klara Staiger wurde 1588 als Katharina Staiger – Klara wurde später ihr geistlicher Name – in Schongau, südlich von Landsberg am Lech geboren. Ihr Vater, Erhard Staiger, war als Kaufmann tätig; ihre Mutter, Ursula Staiger, übte keinen festen Beruf aus.
Wie sie ihre frühe Kindheit verbrachte, ist nicht bekannt. 1599 wurde sie jedoch – im Alter von zehn Jahren – in das vor den Toren der Stadt Eichstätt gelegene Kloster Marienstein aufgenommen. Zehnte Priorin des Konvents war zu dieser Zeit Katharinas Tante Klara I. Im Jahre 1604 wurde Staiger Novizin, legte im folgenden Jahr das Ordensgelübde ab und erhielt wie ihre Tante den Ordensnamen Klara.

### Priorin des Klosters Marienstein
Der Schwedische Krieg, der seit dem 4. Juli 1630 im Gange war, verschonte auch das Kloster Marienstein nicht. Im Februar 1632 befand sich die schwedische Armee unter Gustav II. Adolf auf dem sogenannten Frühjahrsfeldzug, in dessen Verlauf es der Armee gelang, von Mainz bis nach München vorzustoßen. Auf dem darauffolgenden Rückmarsch nach Norddeutschland durchquerte die schwedische Armee das Bistum Eichstätt und gelangte hierbei das erste Mal im Verlauf des Krieges in die unmittelbare Nähe Eichstätts. Die Stadt selbst wurde nicht angefochten, das Kloster Marienstein dagegen, hatte – vor allem aufgrund seiner Lage außerhalb der Stadtmauern – unter vorüberziehenden Truppenteilen beider Seiten zu leiden. Stetige Durchzüge und Plünderungen führten zur Erkrankung und letztlich zum Tode der elften Priorin des Klosters, Agnes Mayr. Wenig später wurde Staiger einstimmig zu deren Nachfolgerin gewählt und trat das Amt am 30. Juni 1632 offiziell an. Sie übte dieses Amt ein Vierteljahrhundert, bis zu ihrem Tod im Jahre 1656 aus.
Ab da begann Staiger ihr Leben bzw. das Kloster betreffende Ereignisse tagebuchartig festzuhalten.

### Zerstörung und Wiederaufbau des Klosters Marienstein
Ab Januar 1634 bezog erneut eine größere kaiserlich-bayerische Armee Quartier im Bistum Eichstätt, musste sich jedoch bald vor einer überlegenen schwedischen Armee unter dem Landgrafen Wilhelm von Hessen-Kassel nach Ingolstadt zurückziehen. Hierdurch wurde der Weg für die schwedischen Truppen nach Eichstätt erneut frei. Von der folgenden Plünderung und teilweisen Zerstörung Eichstätts vom 6. bis zum 12. Februar 1634 berichtete Staiger, die sich zu diesem Zeitpunkt im Exil in Ingolstadt befand, anhand von Augenzeugenberichten. Jene Tage stellten die schlimmste Heimsuchung Eichstätts während des Dreißigjährigen Krieges dar: Schwedische Truppen plünderten zunächst die Stadt und brannten sie anschließend komplett nieder. Es wird davon ausgegangen, dass die extreme Härte, mit der die schwedischen Truppen gegen die Stadt vorgingen, auf deren Vertreibung aus der Stadt am 28. Oktober 1633 zurückzuführen ist, Landgraf Wilhelm von Hessen-Kassel also ein Exempel an der Stadt statuieren wollte. Auch das Kloster Marienstein wurde von dem hierbei ausgelösten, sogenannten „Großen Schwedenbrand“, erfasst und beinahe vollständig zerstört.

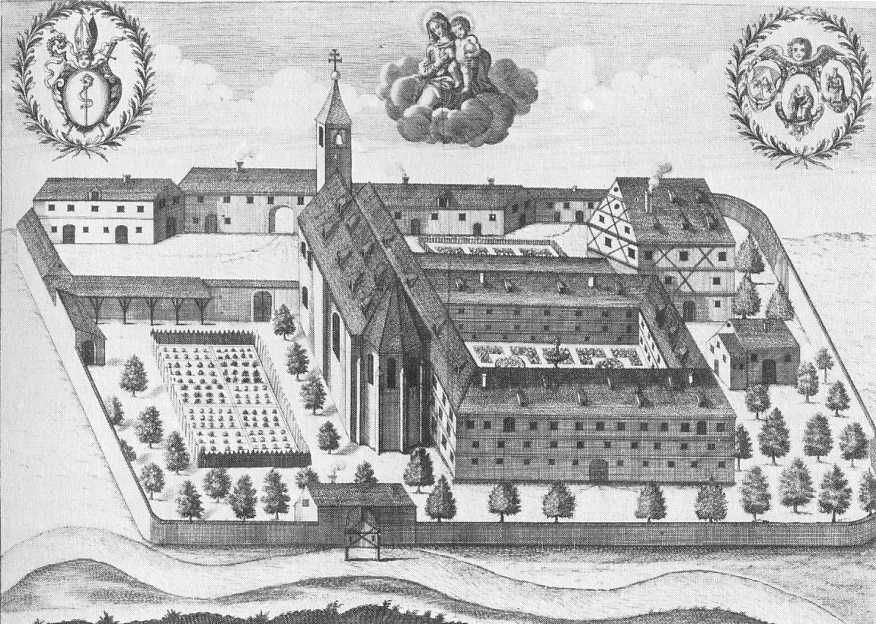
Das Kloster Marienstein nach dem Wiederaufbau. Stich um 1680.

Die zweite Hälfte der 1630er und die beginnenden 1640er Jahre waren laut Staiger von „großer Unsicherheit“ geprägt. Der Hauptschauplatz des Krieges hatte sich mit Beginn des Schwedisch-Französischen Krieges nach Westen an den Rhein verlegt. Die in Franken und der Oberpfalz liegenden Armeen trafen selten in größerem Maße aufeinander, stattdessen hatte vor allem die Zivilbevölkerung unter den stetigen Streif- und Plünderzügen der Söldnerheere zu leiden. Für das Kloster Mariastein bedingte die Lage in unmittelbarer Nähe zur Stadt Eichstätt aber eine gewisse Menge an Sicherheit. Staiger widmete sich in diesem Zeitraum weitgehend der Leitung der Wiederaufbauarbeiten des Klosters. Hierbei gelang ihr ein Netzwerk aus Spendern aufzubauen, aus welchem der Wiederaufbau des Klosters finanziert werden konnte. Eine weitere wichtige Einnahmequelle des Klosters stellten die Bettelfahrten dar, auf die sich zahlreiche Schwestern des Konventes begeben mussten.

### Letzte Jahre und Tod
Am 1. November 1648 kehrten Staiger und der Konvent ein letztes Mal, und nun endgültig, von einer durch den Dreißigjährigen Krieg bedingten Flucht in das Kloster zurück. Dies geschah kurz nach einer weiteren Plünderung des Klosters, durch Soldaten, über deren Herkunft Staiger in ihren Aufzeichnungen keine Aussage mehr tätigte. Staigers Eintragungen werden – in einer Entwicklung, die sich bereits in den vorhergehenden Jahren bemerkbar macht – zunehmend seltener und kürzer. Die letzten fünf Jahre der Aufzeichnungen nehmen lediglich 20 von 552 Seiten des Werkes ein. Über die folgenden Jahre, die wohl weiterhin durch Wiederaufbauarbeiten am Kloster (wohlgemerkt mittlerweile 16 Jahre nach der Zerstörung 1634) geprägt sein durften, erwähnt die mittlerweile von hohem Alter und regelmäßigen Krankheiten gezeichnete Staiger kaum noch Details. Am 7. Juli 1650 – Anlass war die Friedenserklärung nun auch in Eichstätt durch den Fürstbischof Marquard II. Schenk von Castell – tätigt Staiger ihre letzte längere Eintragung, ein Rückblick und Fazit auf die Kriegsjahre, bevor sie am 25. Dezember 1656 im Kloster Marienstein stirbt.

## Das „Tagebuch“
Bei den Aufzeichnungen handelt es sich um ein kleines, 20 × 8 cm großes Buch. Es umfasst ca. 550 Seiten, die nahezu vollständig erhalten sind. Die weniger als zehn fehlenden Seiten wurden gewaltsam (und wahrscheinlich gezielt) entfernt. Das Werk liegt heute in der Bayerischen Staatsbibliothek in München und trägt die Signatur Cgm 5252.
Das eigentliche Tagebuch umfasst einen Zeitraum von ca. 20 Jahren. Nach einer kurzen, rückblickenden Zusammenfassung des Lebens der Autorin bis zur Aufnahme der Schreibtätigkeit, die weitere 30 Jahre umfassen, erfolgte der erste zeitnah getätigte Eintrag der Autorin im September 1631. Das Werk endet am 1. Oktober 1651, ergänzt um einen Eintrag zu Mariä Lichtmess 1654.
Die Aufzeichnungen werden häufig als Tagebuch tituliert, was jedoch in gewisser Weise irreführend sein kann. Staiger selbst leitete das Werk mit folgendem Satz ein:

„Verzeichnis und beschreibung wenn ich S[chwester] Clara Staigerin geborn. Jn das kloster komen Vnd was sich die jar fürnemns begeben. Vnd verloffen.“

Staiger selbst benutzte den Begriff „Tagebuch“ nicht. Der eigentliche Bezugspunkt des Werkes ist daher weniger sie selbst, als vielmehr das Kloster bzw. der Konvent. Als primären Schreibanlass ist darüber hinaus weniger der Krieg zu sehen, sondern Klaras Wahl zur Priorin des Klosters, womit ein Großteil der Verantwortung für das Kloster auf sie überging. Hieraus ergibt sich eine große Bandbreite an behandelten Themen, die neben den Ereignissen des Krieges auch weit alltäglichere Angelegenheiten behandeln.